# Euproctis aurora
Euproctis aurora är en fjärilsart som beskrevs av Turner 1902. Euproctis aurora ingår i släktet Euproctis och familjen tofsspinnare. Inga underarter finns listade i Catalogue of Life.